# Volgai Bolgárország

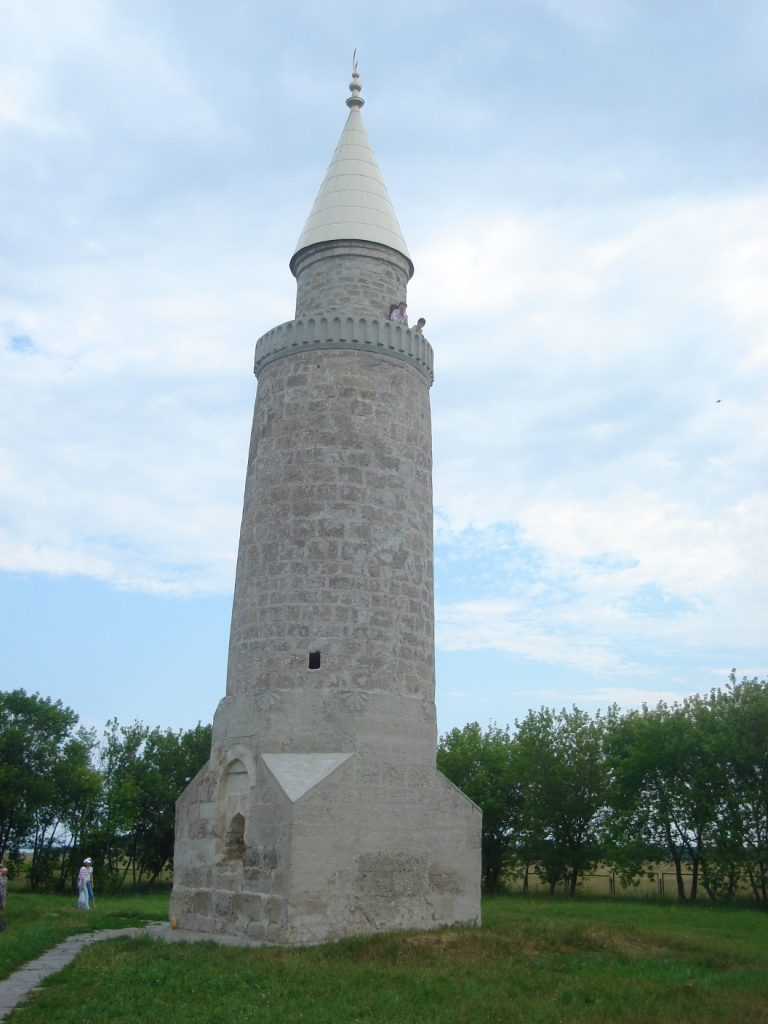
A Kis Mecset Bolgar városban

Volgai Bolgárország az onogur birodalom felbomlása, majd a kazárokat ért arab támadás után az onogur-bolgároknak a Volga mellé vonuló részének országa volt a 8. századtól. Kiterjedése kb. a mai Csuvasföld és Tatárföld területével egyezett meg. Az új állam a Kazár Birodalom vazallusa volt egészen a 10. század elejéig, amikor teljesen függetlenné vált.

## Története

### Az onogur-bolgár birodalom
Az onogur-bolgárok törzsei Közép-Ázsia területéről érkeztek a Fekete-tenger északi vidékére, ahol az Avar Birodalomtól való elszakadás után, 632-ben alapították meg az onogur-bolgár birodalmat, Kuvrat vezetése alatt. Kotrag Niképhorosz Grégórasz közlése szerint átvonult a Don keleti partjára, de ekkor valószínűleg még nem vonult északra, erre az itteni bolgároknak csak hatvan évvel később nyílt lehetőségük. 723-ban az arabok áttörték a kaukázusi kazár védelmi vonalakat, elfoglalták a kazár fővárost, amit ekkor a Volga-deltába, Etilbe helyeztek a kazárok. 737-ben az újabb arab támadáskor a kagánnak innen is menekülnie kellett, de elfogták, és ekkor áttért az iszlámra. A bolgárok ezt kihasználva valószínűleg ekkor vonultak át a Don–Volga-könyökön, hogy kivonják magukat a kazár befolyás alól. 750 körül érték el a Szamara folyót, ahol egy időre megálltak, majd egy emberöltő múlva a kazárok miatt lassan tovább nyomultak észak felé, és a 10. század elején elérték a Kámát is. Ekkor vették fel az iszlámot is, bár iszlám missziók a 8. század óta voltak közöttük.

### A volgai bolgár állam
750-ben érték el a volgai bolgárok a Volgának azt a kanyarját, ahol a Szamara, a Bolsoj Kinyel és a Szok torkollik bele. A szamarai Volga-kanyar által jól védhető terület volt a közbülső állomásuk. "Itt egy város is épült, amely a 10. századig állt fenn." Ennek a mai Vali falu mellett fekvő romjait Muromszkoje gorogyiscse (nem pontos fordítás szerint: „Muroma vár”) néven ismeri a régészet. Kb. egy emberöltő múlva érhették el a Kiljna, Szvijaga, Bidenga és Tarhanka folyók vidékét. A Tarhanka melletti régészeti lelőhelyen (Bolsije Tyigani) 775–809 közé datálható arab dirhemet és 762–787 közötti hvárezmi arab pénzt találtak. A Kámát a 9. század közepén lépték át a volgai bolgárok.
900 körül a bolgár uralkodó szoros kapcsolatokkal rendelkezett Hvárezmmel és az Abbászida Kalifátussal, ennek jegyében járt Ibn Fadlán a volgai bolgárok földjén 921-től. Az uralkodóhoz, Almis ibn Selkej elteberhez (arab nyelven jiltever) 922. május 12-én érkezett. Ekkor az udvarban már sok muszlim volt, maga az elteber is, de ibn Fadlánt kérdezte az ima helyes módjáról, miközben elmondta neki, hogy apja még hitetlen volt. Az iszlám iránt már egy évszázaddal korábban érdeklődött az akkori bolgár uralkodó, mert Ibn al-Nadim szerint al-Mamún kalifa (813–833) könyvtárában volt egy könyv Válaszok Burgar királyának kérdéseire, amelyeket al-Mamúnhoz intézett az iszlámról és az egységről (a teológiában).
922-ben Volgai Bolgárország hivatalosan felvette államvallásként az iszlámot. Fővárosa, Bulgar virágzó város volt, méretben és gazdagságban vetekedett az iszlám világ többi nagyvárosával. 965-ben Szvjatoszlav kijevi fejedelem megtámadta a volgai bolgárokat, utána meg a Kazár Birodalmat. Az orosz fejedelemségekkel folytatott harcok miatt a volgai bolgárok fővárosát később - 1164 után - áthelyezték keletebbre, Biljerbe.
A 13. század során az állam elvesztette önállóságát, 1236-ban a mongolok meghódították, és az Arany Horda részévé vált.
A 15. század során, Kazanyi Kánság név alatt ismét önálló lett, és ezt 1556-ban hódította meg IV. Iván orosz cár, és csatolta Oroszországhoz „Bulgária” név alatt. A terület neve az 1917-es bolsevik forradalom után változott Idel-Ural Köztársaságra, majd a mai Tatárföldre (Tatársztán) és Csuvasföldre.
A lakosság nagyobb része, a mai tatárok (Tatárföld lakossága) nyelvcserén ment keresztül, átvette a kipcsak-türk nyelvet, a mai tatárt. A tatárok egy kisebb része azonban mind a mai napig bolgárnak vallja magát. A volgai bolgár állam lakosságának egy kisebb része, a mai csuvasok (Csuvasföld lakói) megtartották őseik bolgártörök nyelvét, ez a mai csuvas nyelv.